# Мішель Варга
Мішель Варга (ім'я при народженні Balázs Nagy; нар. 1927, Кечкемет — пом. 23 серпня 2015, Кармо) — угорський та французький троцькістський активіст, учасник Угорської революції 1956 року.

## Життєпис
Мішель Варга був активним учасником студентської організації Союзу робітничої молоді та Угорської партії трудящих, у рамках яких він вважався інтелектуалом.
Він також входив до тієї частини активістів, що у 1954 році заснували групу обговорення Petofi, в опозиції до Матяша Ракоші. В 1956 році М.Варга був призначений заступником секретаря його Тимчасового бюро. Впливова на той час група намагалася придушити Угорську революцію 1956 року, побоюючись насилля з боку повсталих.
Після поразки революції М.Варга втік до Австрії, а потім оселився в Парижі, де він став троцькістом і заснував Лігу Революційних Соціалістів Угорщини з іншими засланцями
У 1973 році Мішель Варга заснував Міжнародну лігу реконструкції Четвертого Інтернаціоналу.
У 1984 році М.Варга за власним бажанням вийшов із опозиційної групи й замість цього сформував Групу опозиції до Четвертого Інтернаціоналу. А в 1990 році після саморозпуску групи була створена Міжнародна організація Четвертого Інтернаціоналу, в якій Варга став секретарем.